# Monstre del Llac Champlain

Mapa del Llac Champlain

Champ o Champy és el nom donat a un suposat monstre lacustre que viu al llac Champlain, un llac natural d'aigua dolça d'Amèrica del Nord, parcialment situat a la frontera entre els Estats Units i el Canadà, a la província canadenca del Quebec i parcialment situat a la frontera entre Vermont i Nova York. Si bé no hi ha evidència científica de l'existència del críptid, hi ha hagut més de 300 albiraments reportats. La llegenda del monstre és considerada una atracció per al turisme a Burlington, Vermont i Plattsburgh, zones de Nova York.

## Importància cultural per a Nova York i Vermont

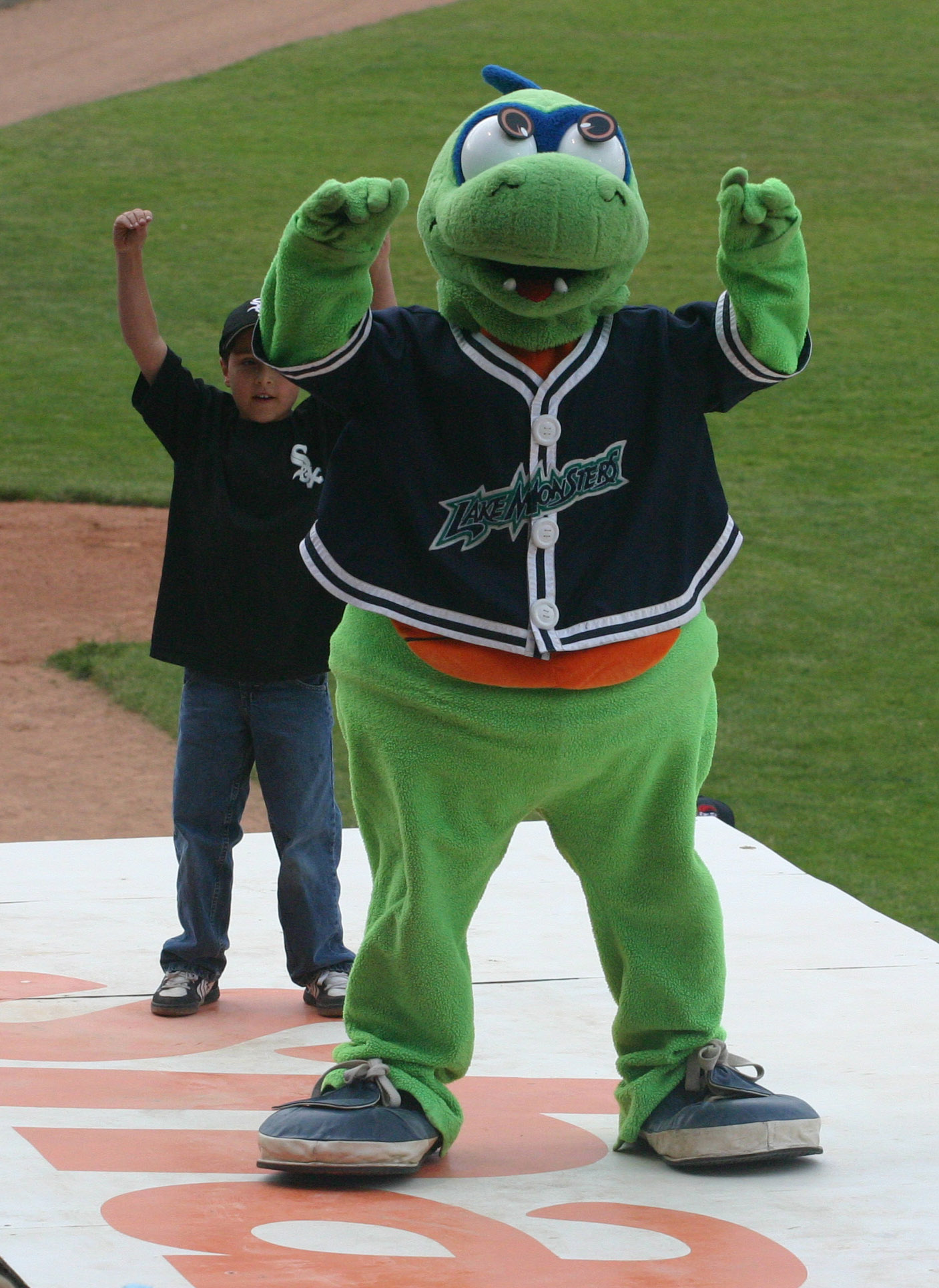
Mascota dels Vermont Lake Monsters.

El llac Champlain és un cos d'aigua dolça de 125 milles (201 km) de llarg, que és compartit per Nova York i Vermont, i només uns quilòmetres al Quebec, Canadà.
La llegenda de Champ s'ha convertit en una atracció generadora d'ingressos. Per exemple, el poble de Port Henry, Nova York, ha erigit un model gegant de Champ i du a terme el "Dia de Champ" el primer dissabte de cada agost. Com la mascota de l'únic afiliat de la lliga menor de beisbol de Vermont, el Vermont Lake Monsters, Champ es va fer més conegut després que l'equip va ser rebatejat com a Vermont Lake Monsters. Champ ha estat l'atracció principal de la Nova York - Penn League. Diversos establiments pròxims, com un safareig d'actuacions, utilitzen a "Champ" com a logotip.

## Història de la llegenda
Dues tribus de nadius americans que viuen a la zona, a prop del llac Champlain, els Iroquesos i els Abenaki, tenien llegendes sobre una criatura semblant. Els Abenaki anomenaven a la criatura "Tatoskok".
Un relat d'una criatura al llac Champlain va ser aparentment donat en 1609 per l'explorador francès Samuel de Champlain, el fundador de Quebec i homònim del llac. Se suposa que va veure a la criatura mentre ell estava lluitant contra els Iroquesos a la vora del llac.
Un informe en el Plattsburgh Republican del 24 de juliol de 1819, titulat Cape Ann Serpent on Lake Champlain, explica l'albirament d'un tal "Capt. Crum", d'un enorme monstre amb forma de serp.
El primer albirament reportat pels mitjans es va produir en 1883 quan el xèrif Nathan H. Mooney va dir que havia vist una "... gegantina serp d'aigua a unes 50 iardes" d'on ell era. Va afirmar que estava tan a prop que podia veure "taques blanques rodones dins de la seva boca" i que "la criatura semblava tenir uns 25 a 30 peus de llarg". L'albirament de Mooney va portar a molts testimonis oculars a explicar els seus propis relats d'albiraments de Champ. La història de Mooney va precedir la controvèrsia del llac Ness per 50 anys.
Champ es va tornar tan popular que P.T. Barnum, al segle xix, va posar una recompensa de 50.000 dòlars pel cadàver de Champ. Barnum volia el cadàver d'Champ per poder incloure en el seu World's Fair Show.

## La fotografia de Mansi
El 1977, Sandra Mansi va prendre una fotografia mentre estava de vacances amb la família que sembla mostrar alguna cosa que sobresurt del llac. Tota la badia del llac, on segons els informes, va ser presa la fotografia, no és més profunda de 14 peus (4,3 m). Segons Joe Nickell, hi ha poques explicacions per com una criatura gegant podia nedar i molt menys amagar-se a aigües tan poc profundes. A més, s'ha suggerit que l'objecte en la fotografia podria ser el tronc d'un arbre. Arbres podrits sovint acumulen gas en el procés de descomposició, i, de vegades pugen a la superfície de l'aigua a una velocitat considerable.

## Informes recents
Segons informes, Champ es pot veure en un vídeo pres pels pescadors Dick Affolter i el seu fillastre Pete Bodette a l'estiu de 2005. Un examen detallat de les imatges pot interpretar tant com un cap i el coll d'un animal semblant al dels plesiosaures i fins i tot una boca oberta en una escena i una boca tancada en una altra. Dos analistes d'imatges forenses de l'FBI retirats, que van revisar la cinta, van dir que semblava autèntic i no manipulada.
Una peça d'evidència, encara que no és un "albirament" de per si, és el registre de l'ecolocalització des del llac pel Fauna Communications Research Institute el 2003, treballant com a part d'un programa del Discovery Channel. El grup ha arribat a la conclusió que els sons que s'han registrat són similars a la d'una balena beluga o potser una orca, però no d'un animal conegut, i no s'han conegut espècies de dofins o balenes prèviament vivint al llac. Els mamífers són els únics animals capaços d'ecolocalització i no hi ha cap espècie d'aigua dolça coneguda amb la capacitat de ecolocalizar a excepció de dofins d'aigua dolça, marsopes i balenes beluga (que de tant en tant neden riu amunt temporalment a Alaska per alimentar-se i un cop van habitar la mar de Champlain). L'ecolocalització en si va ser registrada en tres àrees diferents del llac Champlain, incloent un canal de navegació artificial a la part més profunda del llac. L'anàlisi realitzada pels científics que van gravar el so suggereix que la criatura té un cervell molt gran com el dels mamífers marins (a diferència de les que posseïen els plesiosaures probablement).

## Possibles explicacions
Hi ha diverses hipòtesis sobre l'existència de Champ. Diverses hipòtesis populars entre els escèptics són les següents:
- Identificacions errònies d'animals comuns: alguns escèptics proposen que els albiraments de Champ no són més que errors d'identificació dels animals comuns que habiten al llac Champlain, com llúdrigues, castors, aus bussejadores i peixos grans (com les anguiles i l'esturió de llac).
- Identificacions errònies d'objectes inanimats: Altres creuen que els albiraments de Champ fàcilment podrien explicar-se per nombrosos fenòmens inanimats, com els troncs, les onades, o vegetació en descomposició.
- Enganys: Una altra hipòtesi escèptica és que diversos albiraments de Champ possiblement podrien explicar-se com enganys deliberats, presumiblement per diners o fama.